# Saint-Avit-les-Guespières

Saint-Avit-les-Guespières este o comună în departamentul Eure-et-Loir, Franța. În 1 ianuarie 2022 avea o populație de 347 de locuitori.